# Earth, Moon, and Planets
Earth, Moon, and Planets is een internationaal, aan collegiale toetsing onderworpen wetenschappelijk tijdschrift op het gebied van de astronomie.
De naam wordt in literatuurverwijzingen meestal afgekort tot Earth, Moon, Planets.
Het wordt uitgegeven door Springer Science+Business Media en verschijnt 8 keer per jaar.
Het eerste nummer verscheen in 1984.